# Danh sách phim TVB năm 1999
Đây là danh sách phim truyền hình do TVB phát hành hoặc phát sóng năm 1999.

## Dòng phim thứ nhất và thứ hai
| Công chiếu | Tên phim                    | Tên phim tiếng Anh               | Số tập | Diễn viên | Thể loại            | Ghi chú | Website |
| ---------- | --------------------------- | -------------------------------- | ------ | --- | ------------------- | ------- | ------- |
| 04/01      | Truy tìm bằng chứng II      | Untraceable Evidence II          | 20     | Lâm Bảo Di, Trần Tuệ San, Lý San San, Chung Lệ Kỳ, Hải Tuấn Kiệt, Lưu Khải Uy, Trần Thiếu Hà                                                                               | Hiện đại            |         | [ 1 ]   |
| 18/01      | Tuyết sơn phi hồ            | The Flying Fox of Snowy Mountain | 40     | Trần Cẩm Hồng, Xa Thi Mạn, Đằng Lệ Danh, Ngụy Tuấn Kiệt, Huỳnh Nhật Hoa, Thiệu Mỹ Kỳ                                                                                       | Cổ trang            |         | [ 2 ]   |
| 01/02      | Chú chó thông minh          | Man's Best Friend                | 20     | Cổ Thiên Lạc, Tuyên Huyên, Trịnh Tú Văn, Lâm Hiểu Phong, Lý San San, Mã Đức Chung                                                                                          | Hiện đại            |         | [ 3 ]   |
| 01/03      | Phong cách đàn ông          | Feminine Masculinity             | 20     | La Gia Lương, Trần Tuệ San, Giang Hoa, Trương Sân Duyệt, Thang Doanh Doanh                                                                                                 | Hiện đại            |         | [ 4 ]   |
| 15/03      | Kim Ngọc Mãn Đường          | Happy Ever After                 | 40     | Âu Dương Chấn Hoa, Marianne Chan, Trần Tùng Linh, Giang Hoa, Quách Tấn An, Lương Bội Linh                                                                                  | Cổ trang            |         | [ 5 ]   |
| 29/03      | Hồ sơ trinh sát IV          | Detective Investigation Files IV | 50     | Trần Cẩm Hồng, Cổ Thiên Lạc, Tuyên Huyên, Xa Thi Mạn, Lý San San, Thiệu Mỹ Kỳ                                                                                              | Hiện đại            |         | [ 6 ]   |
| 10/05      | Cuộc tình ngang trái        | A Matter of Business             | 20     | Thái Thiếu Phân, Tiền Gia Lạc, Mai Tiểu Huệ, Mã Đức Chung, Quách Thiểu Vân                                                                                                 | Hiện đại            |         | [ 7 ]   |
| 07/06      | Trạng sư Tống Thế Kiệt II   | Justice Sung II                  | 32     | Trương Đạt Minh, Quách Ái Minh, Hoàng Tử Hoa | Cổ trang            |         | [ 8 ]   |
| 07/06      | Bí ẩn trong nhà hát         | A Loving Spirit                  | 20     | Ngô Khải Hoa, Quan Vịnh Hà, Uyển Quỳnh Đan, Thang Doanh Doanh | Lịch sử             |         | [ 9 ]   |
| 30/06      | Lưỡng diện nhân             | Unnatural Born Killer            | 20     | Thái Thiếu Phân, Tiền Tiểu Hào, Trương Triệu Huy | Cổ trang, Kiếm hiệp |         | [ 10 ]  |
| 05/07      | Lực lượng đặc biệt          | Anti-Crime Squad                 | 20     | Ngô Nghị Tưởng, Thiệu Mỹ Kỳ, Lê Diệu Tường, Trần Hạo Dân, Hà Vận Thi, Tô Ngọc Hoa                                                                                          | Hiện đại, Hành động |         | [ 11 ]  |
| 19/07      | Khu vực tuần tra            | Side Beat                        | 15     | Vương Hỷ, Lữ Tụng Hiền, Trần Tuệ San | Hiện đại, Hành động |         | [ 12 ]  |
| 02/08      | Vệ sĩ                       | Ultra Protection                 | 20     | Lâm Bảo Di, Trương Tuệ Nghi, Trần Diệu Anh, Mã Tuấn Vỹ | Hiện đại, Hành động |         | [ 13 ]  |
| 09/08      | Đối mặt                     | Face to Face                     | 20     | Trịnh Y Kiện, Viên Khiết Doanh, Tào Vĩnh Liêm, Tạ Thiên Hoa | Hiện đại            |         | [ 14 ]  |
| 16/08      | Trò chơi may rủi            | Game of Deceit                   | 20     | Trương Gia Huy, Tuyên Huyên, Tiền Gia Lạc | Cổ trang            |         | [ 15 ]  |
| 06/09      | Đường vào vô tận            | Road to Eternity                 | 20     | Lâm Gia Đống, Trần Diệu Anh | Cổ trang            |         |         |
| 13/09      | Truyền thuyết người và rồng | Dragon Love                      | 20     | Trần Hạo Dân, Tạ Thiên Hoa, Tiền Gia Lạc, Trương Xán Duyệt | Cổ trang            |         | [ 16 ]  |
| 04/10      | Vận mệnh                    | Life for Life                    | 20     | Trương Đạt Minh, Trần Diệu Anh, Mai Tiểu Huệ, Tạ Thiên Hoa, Tô Ngọc Hoa |                     |         |         |
| 11/10      | Thử thách nghiệt ngã        | At the Threshold of an Era       | 51     | La Gia Lương, Trần Cẩm Hồng, Trần Tuệ San, Quách Khả Doanh, Quách Tấn An, Uông Minh Thuyên, Tần Bái, Ngô Kỳ Long, Cổ Thiên Lạc, Thái Thiếu Phân, Lưu Khải Uy, Mã Đức Chung | Hiện đại            |         | [ 17 ]  |
| 20/11      | Mối tình nồng thắm II       | Plain Love II                    | 32     | Lâm Gia Đống, Trương Khả Di, Mạch Trường Thanh, Nguyên Hoa, Tô Ngọc Hoa | Lịch sử             |         | [ 18 ]  |
| 13/12      | Về với nhân gian            | A Smiling Ghost Story            | 15     | Trương Khả Di, Quách Tấn An, Trương Gia Huy, Trần Pháp Dung, Viên Thái Vân, Mã Đức Chung                                                                                   | Hiện đại            |         | [ 19 ]  |
| 20/12      | Bức màn bí mật              | Witness to a Prosecution         | 22     | Âu Dương Chấn Hoa, Tuyên Huyên, Trần Diệu Anh, Lâm Văn Long, Tạ Thiên Hoa                                                                                                  | Cổ trang            |         | [ 20 ]  |

## Dòng phim thứ ba
| Công chiếu             | Tên phim             | Tên phim tiếng Anh | Số tập | Diễn viên | Thể loại           | Ghi chú | Website |
| ---------------------- | -------------------- | ------------------ | ------ | --- | ------------------ | ------- | ------- |
| 15/05/1995- 17/11/1999 | Nghĩa nặng tình thâm | A Kindred Spirit   | 1128   | Lý Tư Kỳ, Lưu Đan, Tiết Gia Yến, Quách Khả Doanh, Trần Cẩm Hồng, Tô Ngọc Hoa, Quách Thiểu Vân, Lưu Khải Uy, Uyển Quỳnh Đan, Lữ Phương, Ngô Mỹ Hành, Tạ Thiên Hoa, Đằng Lệ Danh, Viên Thể Vân, Mã Đức Chung | Hiện đại, Hài kịch |         | [ 21 ]  |